# BMW M47

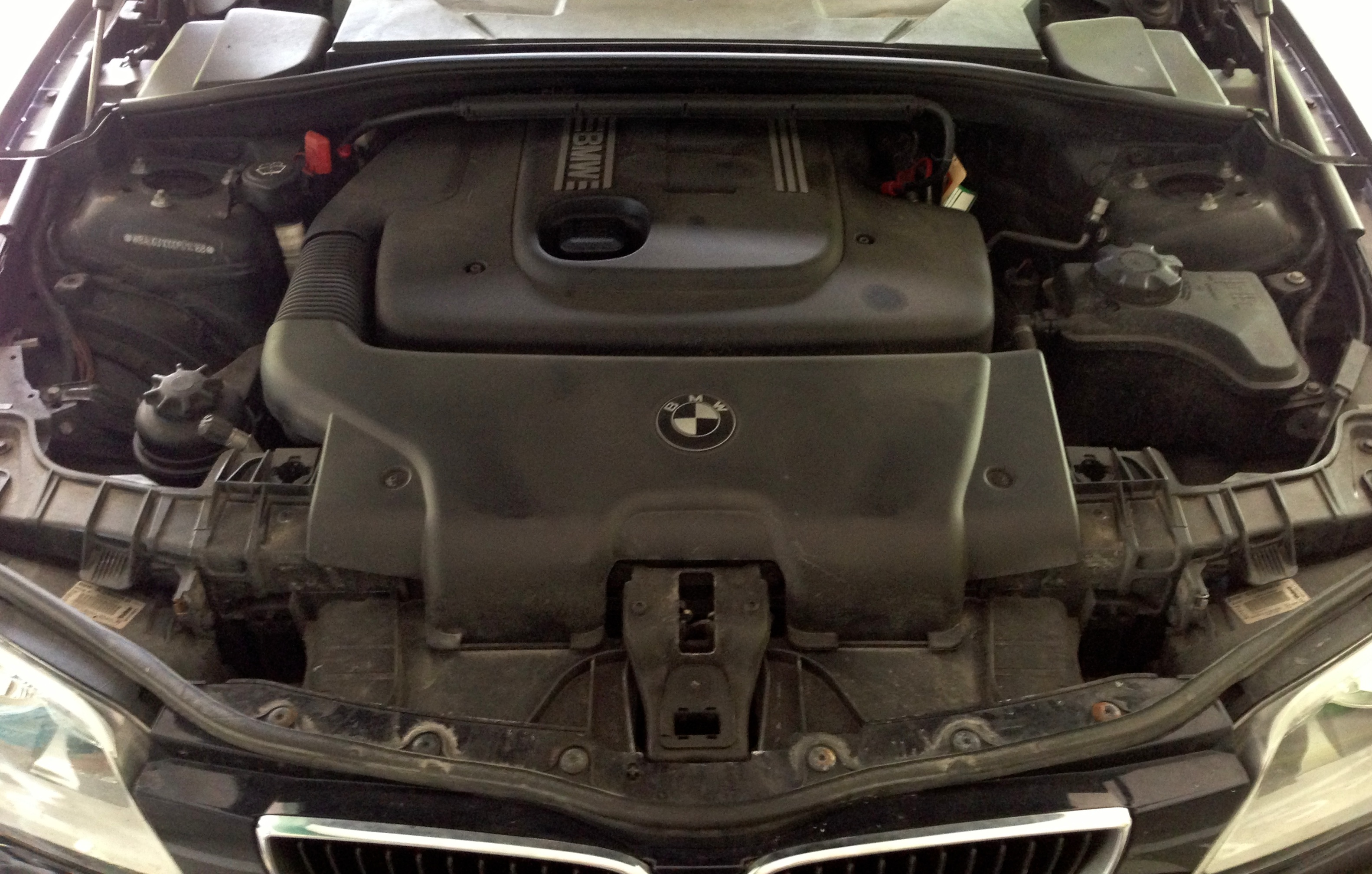
BMW M47 E87

De BMW M47 is een 4-in-lijn dieselmotor geproduceerd vanaf 1999 door BMW. Alle M47-motoren maken gebruik van een distributieketting en niet van een distributieriem zoals vele concurrenten.
| Motor     | Inhoud          | Vermogen               | Koppel             | Maximaal toerental | Jaar |
| --------- | --------------- | ---------------------- | ------------------ | ------------------ | ---- |
| M47D20    | 2.0 L (1951 cc) | 100 kW (136 pk) @ 4000 | 280 Nm @ 1750      | 4750               | 1998 |
| M47D20    | 2.0 L (1951 cc) | 85 kW (115 pk) @ 4000  | 265 Nm @ 1750      |                    | 2001 |
| M47TUD20  | 2.0 L (1995 cc) | 85 kW (115 pk) @ 4000  | 280 Nm @ 1750      |                    | 2003 |
| M47TUD20  | 2.0 L (1995 cc) | 110 kW (150 pk) @ 4000 | 330 Nm @ 2000-2500 | 4600               | 2001 |
| M47TU2D20 | 2.0 L (1995 cc) | 90 kW (122 pk) @ 4000  | 280 Nm @ 2000      |                    | 2004 |
| M47TU2D20 | 2.0 L (1995 cc) | 90 kW (122 pk) @ 4000  | 280 Nm @ 1750-2000 |                    | 2005 |
| M47TU2D20 | 2.0 L (1995 cc) | 120 kW (163 pk) @ 4000 | 340 Nm @ 2000-2750 |                    | 2004 |

Toepassing:
- 1999-2004 Rover 75 CDT
- 2004-2005 Rover 75 CDTi

## M47D20
De originele M47 motor was de 1951 cc M47D20. Hij kwam op de markt in 1998 en produceerde 100 kW (136 pk) en 280 Nm in de 320d/520d, in de 318d ging het om 85 kW (115 pk) en 265 Nm.
Toepassing:
- 85 kW (115 pk) en 265 Nm
  - 1999-2001 E46 318d
- 100 kW (136 pk) en 280 Nm
  - 1999-2001 E46 320d
  - 2000-2003 E39 520d

## M47TUD20
Vanaf september 2001 kregen de 320d modellen de M47TU motor, waarin de TU staat voor technical update. Deze motor kreeg een longvolume van 1995cc, wat vooral het koppel ten goede kwam. Deze motor zorgde ook voor een zuiniger verbruik en een grotere kracht bij lage toeren, de keerzijde was de iets hogere uitstoot en gewicht van de motor.
Toepassing:
- 85 kW (115 pk) en 280 Nm
  - 2001-2005 E46 318d
- 110 kW (150 pk) en 330 Nm
  - 2001-2005 E46 320d
  - E83 X3 2.0d (tot eind 2006)

## M47TU2D20
De motor werd opnieuw geactualiseerd in 2004 en kreeg de toepasselijke naam M47TU2D20. De cilinderinhoud bleef ongewijzigd maar het vermogen nam wel toe.
Toepassing:
- 90 kW (122 pk) en 280 Nm
  - E87 118d
  - E90/E91 318d
- 120 kW (163 pk) en 340 Nm
  - E60/E61 520d
  - E87 120d
  - E90/E91 320d
  - E83 X3 2.0d (vanaf eind 2006)